# سم جونز
سم جونز (انگلیسی: Sam Jones؛ زادهٔ ۷ آوریل ۱۹۶۶) عکاس سرشناس، فیلم‌بردار، کارگردان فیلم و مجری اهل ایالات متحده آمریکا است. عکس‌های پرتره او از چهره‌های سرشناسی چون باراک اوباما، ساندرا بولاک، جرج کلونی، باب دیلن، کریستن استوارت، رابرت داونی جونیور، ایمی آدامز و جک نیکلسون بر روی جلد مجلاتی چون ونتی فر، رولینگ استون، اسکوایر، جی‌کیو، تایم و انترتینمنت ویکلی چاپ شده‌است. او تعداد زیادی کلیپ‌های تبلیغاتی برای شرکت‌هایی چون اسکایپ، سُنُس، کانن، تارگت و داو ساخته‌است.
از فیلم‌ها یا مجموعه‌های تلویزیونی که وی در آن‌ها نقش داشته‌است، می‌توان به تد لاسو اشاره نمود.